# Juízo Final (canção)
"Juízo Final" é uma canção composta por Nelson Cavaquinho e Élcio Soares. Foi gravada em 1973 no álbum homônimo do sambista.
A cantora Clara Nunes regravou a canção para o álbum Claridade, de 1975. Posteriormente foi regravada pela cantora Alcione para o álbum Claridade, de 1999. Sua versão se tornou tema de abertura da telenovela A Regra do Jogo, da Rede Globo, em 2015, e recebeu uma indicação ao Prêmio Extra de Televisão para Tema de Novela.
A cantora Marina Sena foi outra artista que também regravou a canção, desta vez, para o Vale a Pena Ouvir de Novo, Deezer Originals. Uma regravação de Rogério Skylab, contando com a participação de Alexandre Kassin, foi lançada em 2022.